# Mì hoành thánh
Mì hoành thánh (còn được gọi là mì vằn thắn) (Bính âm Hán ngữ: Yúntūn miàn; phiên âm tiếng Quảng Châu: wàhn tān mihn) là một món mì Quảng Đông. Mì hoành thánh đã không được đặt tên, húntún 餛飩), cho đến thời nhà Đường (618-907). Món ăn phổ biến ở miền Nam Trung Quốc, Hồng Kông, Indonesia, Malaysia, Singapore và Thái Lan. Món ăn thường được phục vụ trong một nước dùng nóng, trang trí với các loại rau lá và hoành thánh. Các loại rau lá được sử dụng thường là kai-lan, còn được gọi là cải xoăn Trung Quốc. Một loại sủi cảo khác được gọi là shui jiao đôi khi được phục vụ thay cho hoành thánh. (Hoành thánh tôm thường được gọi là sủi cảo Hồng Kông (shui jiao) 蝦 餛飩 ， 大多 稱為). Hoành thánh chứa tôm, thịt gà hoặc thịt lợn, và hành lá, có một số đầu bếp thêm nấm và nấm đen. Ở Indonesia mì hoành thánh được gọi là mie pangsit.

## Quảng Châu và Hồng Kông

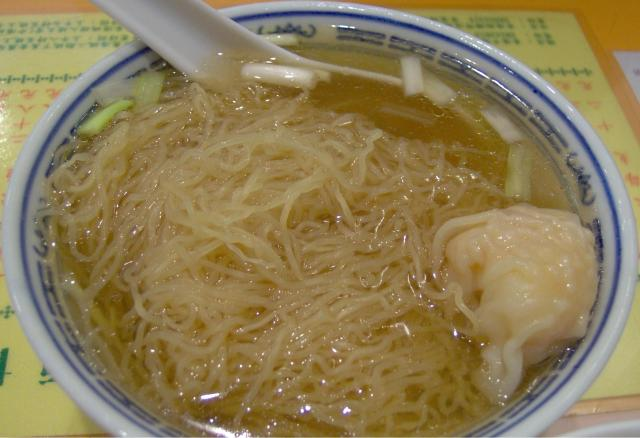
Mì hoành thánh ở Hồng Kông.

Ở Quảng Châu và Hồng Kông, mì hoành thánh thường được phục vụ trong món súp nóng hổi với hoành thánh tôm và trang trí với rau lá. Có rất nhiều biến thể của món ăn Quảng Đông phổ biến này, với các loại lớp ở trên và trang trí khác nhau. Ví dụ, súp và hoành thánh trong một bát riêng, mì được phục vụ tương đối khô, với lớp thức ăn ở trên và trang trí, trộn với nước sốt, nhúng mì vào súp để ăn.
Có bốn đặc điểm riêng biệt: Thứ nhất, hoành thánh chủ yếu là tôm, với một lượng nhỏ thịt lợn băm, hoặc không có thịt lợn. Cách làm truyền thống cho hoành thánh bao gồm 70% tôm và 30% thịt lợn. Thứ hai, người hâm mộ sẽ nhấn mạnh vào mì mỏng  tươi, mịn mà là al dente, từ hương vị và mùi đó là đặc trưng trong nhiều loại mì trứng khi nấu chín. Thứ ba, nước dùng có màu nâu nhạt (được chế biến từ cá bơn khô) và thường được hấp nóng. Cuối cùng, hẹ được sử dụng để trang trí. Hai thứ đầu tiên cho món ăn cảm giác ướt nhưng giòn. Hai thứ cuối cùng cho món ăn một đặc trưng độc đáo.
Để đảm bảo mì được al dente hoàn hảo và không có mùi "tanh" của mì, quy trình và trình tự nấu phải được tuân thủ một cách tỉ mỉ. Hoành thánh được nấu trước, sau đó đặt vào bát. Sợi mì được chần chỉ trong 10 giây, sau đó chúng được rửa sạch dưới nước lạnh và đặt vào bát phục vụ. Nước dùng bouillon  nóng sau đó được múc vào bát, trên mì hoành thánh. Nước dùng phải ngon, nhưng không quá mạnh để chế ngự hương vị tinh tế của hoành thánh và mì mà nó có nghĩa là phải có.
Khi phục vụ, muỗng phải được đặt ở dưới cùng, với hoành thánh phía trên muỗng và mì ở trên. Bởi vì nếu mì ngâm trong súp quá lâu thì nó sẽ bị nấu quá chín, điều này được tuân thủ nghiêm ngặt bởi các cơ sở mì hoành thánh tốt nhất.
Mặc dù "mì hoành thánh" là đồng nghĩa với mì và hoành thánh phục vụ trong đường nước dùng bouillon nóng, các món ăn cũng có thể được phục vụ "khô", như trong lo mein 撈麵), Nơi hoành thánh được đặt trên một chiếc lượng lớn mì.

## Malaysia

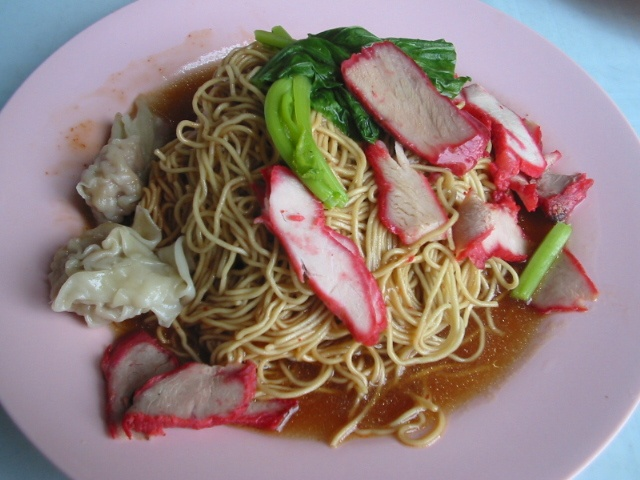
Mì hoành thánh của Batu Pahat, Johor

Malaysia cung cấp các phiên bản khác nhau của món ăn, với các bang khác nhau có các phiên bản khác nhau của món ăn và có các phiên bản từ Johor, Pahang, Perak, Penang, Sarawak và Selangor. Phiên bản Malaysia khác với bản gốc ở việc thêm các lát xá xíu vào món ăn, cũng như súp và hoành thánh trong một bát riêng, mì được phục vụ tương đối khô, ăn với dầu hào và trang trí với hành lá xắt nhỏ. Một số quầy hàng cũng bao gồm hoành thánh chiên giòn trong các phiên bản khô.
Thường được phục vụ ướt, phiên bản Hồng Kông có thể được tìm thấy tại các quán mì Quảng Đông với mì là khô hoặc súp. Ở Malacca, hoành thánh được đặt cùng với mì và súp hoành thánh có thể được đặt riêng. Phiên bản Malacca cũng thường cay hơn các phiên bản Malaysia khác do sử dụng một loại tương ớt không đường đặc biệt.
Wanton Mee chay cũng được phục vụ tại Malaysia trong nhà hàng chay. Thay vì sử dụng thịt lợn để làm xá xíu, gluten lúa mì được sử dụng.

## Philippines
Có ba loại mì hoành thánh khác nhau được tìm thấy trong quốc gia này. Một là mami, một món mì có mì trứng, hoành thánh và nhiều loại rau khác nhau trong nước dùng nóng. Một loại khác sẽ là pancit molo, tương tự như mami, nhưng mì được sử dụng là bọc hoành thánh. Một loại mì thứ ba là mì trứng xào được bán bởi những người bán hàng rong và trong các quầy hàng "đứng" nhỏ. Ở đây, mì được xào với đậu xanh mầm và rau quả, hương vị với một loạt các loại nước chấm, và cuối cùng với hoành thánh.

## Singapore
Mì hoành thánh Singapore bao gồm mì, rau lá (tốt nhất là cai-xin), thịt lợn nướng (xá xíu) và sủi cảo cỡ nhỏ hoặc hoành thánh. Nó được phục vụ khô hoặc ở dạng súp với trước đây là phổ biến hơn. Nếu được phục vụ khô, các hoành thánh sẽ được phục vụ trong một bát súp riêng. Shui jiao hoặc bánh bao tôm được phục vụ tại một số quầy hàng và phiên bản Hồng Kông gốc có sẵn tại các nhà hàng Quảng Đông và các quán mì. Hoành thánh chiên (hoành thánh chiên ngập trong dầu) đôi khi được phục vụ thay vì luộc trong súp. Các phiên bản Singapore và Malaysia của mì hoành thánh tương tự nhau, mặc dù phiên bản Singapore sử dụng nước tương ít hơn đáng kể và thường được ăn kèm với tương ớt.

## Thái Lan

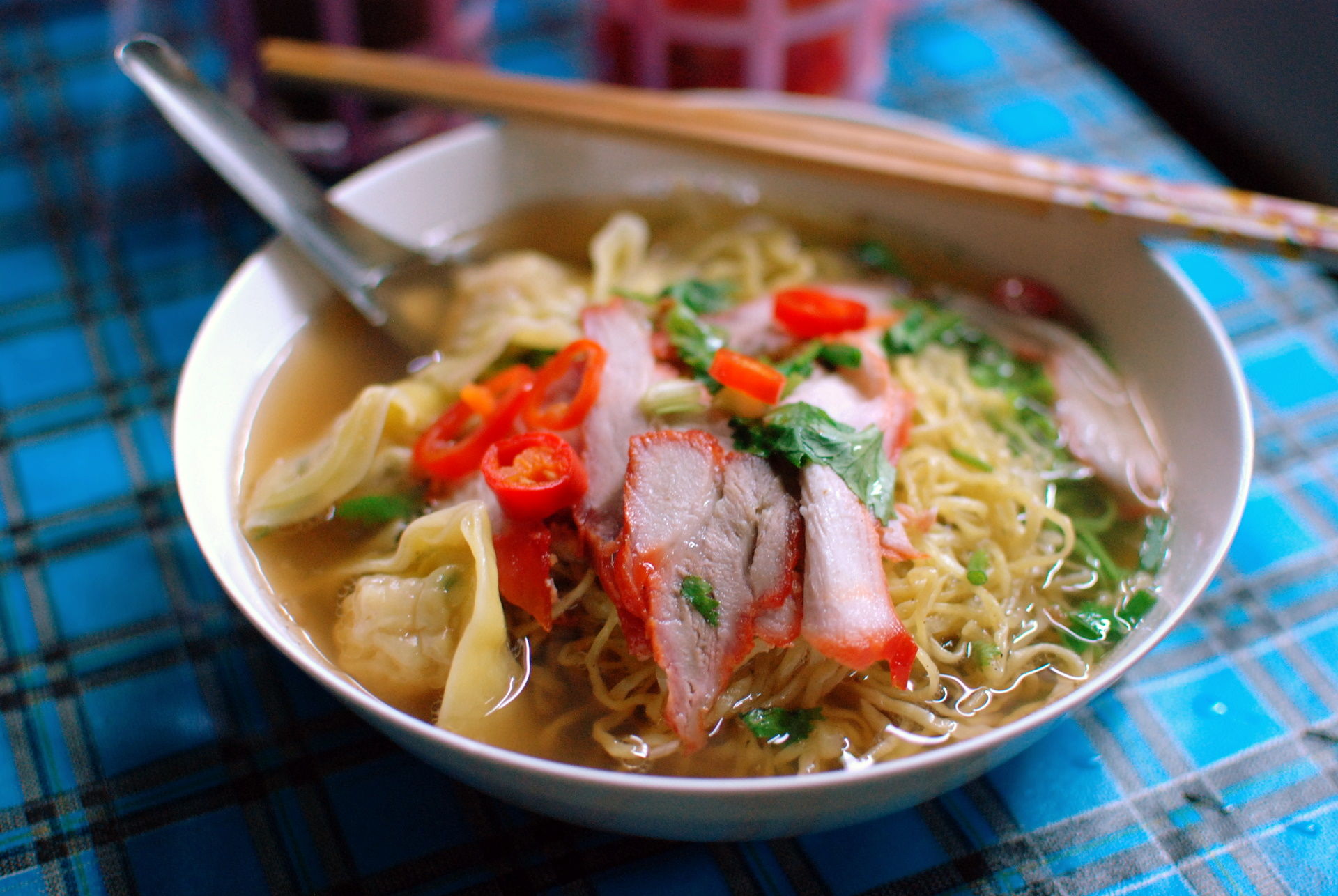
Bami mu daeng kiao tại một quán mì ở Chiang Mai, Thái Lan

Mì hoành thánh (tiếng Thái: บะหมี่เกี๊ยว  ; bami kiao) cũng rất phổ biến ở Thái Lan, trong đó, như ở Malaysia và Singapore, món ăn thường được đặt cùng với thịt lợn nướng mà sau đó được gọi là bami mu daeng kiao (tiếng Thái: บะหมี่หมูแดงเกี๊ยว  ; mu daeng có nghĩa là "thịt lợn đỏ"). Theo thông lệ với nhiều món phở có nguồn gốc Trung Quốc ở Thái Lan, ớt được bảo quản trong giấm, mảnh ớt khô, đường và nước mắm được thêm vào hương vị. Các món ăn chủ yếu được ăn ở dạng súp nhưng nó cũng có thể được phục vụ khô với nước dùng ở bên cạnh.

## Việt Nam
Mì sợi là một món mì Việt-Trung, được người nhập cư Trung Quốc giới thiệu đến Việt Nam. Mì hoành thánh là phiên bản Việt của mì hoành thánh Trung Hoa. Mì có thể được phục vụ với súp hoặc để súp riêng. Thành phần phổ biến là mì lúa mì vàng (trứng) với nước dùng thịt lợn, thịt lợn xay, hẹ, và các loại thịt và lớp ở trên khác nhau. Phần hoành thánh sẽ thường là lá hoành thánh cuộn nhân thịt bằm. Tuy nhiên sẽ có một vài cách chế biến khác nhau về nhân hoành thánh tùy thuộc vào phân khúc bán và hương vị đặc trưng từng vùng miền.